# Diócesis de Tshumbe
La diócesis de Tshumbe (en latín: Dioecesis Tshumbeensis y en francés: Diocèse de Tshumbe) es una circunscripción eclesiástica de la Iglesia católica en la República Democrática del Congo. Se trata de una diócesis latina, sufragánea de la arquidiócesis de Kananga. Desde el 11 de junio de 2022 su obispo es Vincent Tshomba Shamba Kotsho.

## Territorio y organización
La diócesis tiene 60 000 km² y extiende su jurisdicción sobre los fieles católicos de rito latino residentes en los territorios de Katako-Kombe y de Lodja y parte de los de Lubefu y de Kole de la provincia de Sankuru.
La sede de la diócesis se encuentra en la ciudad de Tshumbe, en donde se halla la Catedral de Nuestra Señora de la Asunción.
En 2020 en la diócesis existían 23 parroquias.

## Historia
La prefectura apostólica de Tshumbe fue erigida el 25 de mayo de 1936 con la bula Ad evangelici del papa Pío XI, obteniendo el territorio del vicariato apostólico del Kasai Superior (hoy arquidiócesis de Kananga).
El 14 de marzo de 1947 la prefectura apostólica fue elevada a vicariato apostólico.
El 10 de noviembre de 1959 el vicariato apostólico fue elevado a diócesis con la bula Cum parvulum del papa Juan XXIII.

## Estadísticas
Según el Anuario Pontificio 2021 la arquidiócesis tenía a fines de 2020 un total de 447 680 fieles bautizados.
| Año                                                                             | Población            | Población | Población      | Sacerdotes | Sacerdotes    | Sacerdotes    | Bautizados por sacerdote | Diáconos permanentes | Religiosos | Religiosos | Parroquias |
| Año                                                                             | Bautizados católicos | Total     | % de católicos | Total      | Clero secular | Clero regular | Bautizados por sacerdote | Diáconos permanentes | Varones    | Mujeres    | Parroquias |
| ------------------------------------------------------------------------------- | -------------------- | --------- | -------------- | ---------- | ------------- | ------------- | ------------------------ | -------------------- | ---------- | ---------- | ---------- |
| 1950                                                                            | 31 808               | 180 000   | 17.7           | 36         | 3             | 33            | 883                      |                      | 41         | 29         |            |
| 1969                                                                            | 58 500               | 300 000   | 19.5           | 33         | 10            | 23            | 1772                     |                      | 43         | 57         | 13         |
| 1980                                                                            | 122 500              | 468 000   | 26.2           | 26         | 18            | 8             | 4711                     |                      | 24         | 71         | 15         |
| 1990                                                                            | 178 500              | 572 000   | 31.2           | 48         | 42            | 6             | 3718                     |                      | 34         | 98         | 17         |
| 1994                                                                            | 225 000              | 680 000   | 33.1           | 56         | 52            | 4             | 4017                     |                      | 30         | 103        | 18         |
| 1999                                                                            | 225 000              | 680 000   | 33.1           | 64         | 57            | 7             | 3515                     |                      | 31         | 112        | 18         |
| 2003                                                                            | 231 200              | 680 000   | 34.0           | 64         | 58            | 6             | 3612                     |                      | 26         | 126        | 19         |
| 2004                                                                            | 331 353              | 683 288   | 48.5           | 64         | 58            | 6             | 5177                     |                      | 28         | 129        | 19         |
| 2010                                                                            | 382 000              | 779 000   | 49.0           | 73         | 66            | 7             | 5232                     |                      | 34         | 165        | 20         |
| 2014                                                                            | 426 000              | 866 000   | 49.2           | 81         | 76            | 5             | 5259                     |                      | 32         | 197        | 20         |
| 2017                                                                            | 401 407              | 1 424 160 | 28.2           | 81         | 76            | 5             | 4955                     |                      | 28         | 198        | 21         |
| 2020                                                                            | 447 680              | 1 542 806 | 29.0           | 80         | 75            | 5             | 5596                     |                      | 29         | 230        | 23         |
| Fuente: Catholic-Hierarchy, que a su vez toma los datos del Anuario Pontificio. |                      |           |                |            |               |               |                          |                      |            |            |            |

## Episcopologio
- Joseph Augustin Hagendorens, C.P. † (23 de marzo de 1947-9 de abril de 1968 renunció[nota 1])
- Albert Tshomba Yungu † (9 de abril de 1968-22 de julio de 1995 renunció)
- Nicolas Djomo Lola (20 de mayo de 1997-11 de junio de 2022 retirado)
- Vincent Tshomba Shamba Kotsho, desde el 11 de junio de 2022